# 靈實恩光學校
靈實恩光學校是一所位於香港新界將軍澳的特殊學校，學校成立於1981年，由基督教靈實協會營辦，專門為六至十八歲的嚴重智能障碍兒童提供教育及寄宿服務。

## 發展史
靈實恩光學校的歷史可追溯至1961年成立的恩光護幼會，當時為照顧靈實療養院肺病病人的子女而設立，至1975年加設嚴重弱智兒童服務部。教育署於1981年向恩光護幼會提供全面資助，將嚴重弱智兒童服務部發展為一所服務嚴重弱智兒童的寄宿學校，並更名為「恩光學校暨兒童院」。1989年因為校舍列為危樓，暫遷往將軍澳寶林村的臨時校舍。1995年學校重建完成後遷回將軍澳安達臣道的原址。1998年2月更名為「靈實恩光學校」。
根據前任校長羅啟康憶述，學校於1989年因為天花倒塌被列為危樓後，當時學校在臨時校舍等候原校舍的重建遙遙無期，到1991年港督巡視將軍澳期間，港督夫人突然到訪臨時校舍約5分鐘，期間港督夫人查詢學校的重建進度，翌日就有多個電話表示有意協助，之後學校得到香港賽馬會撥款4千萬港元完成重建工程。